# Anna Maria Sforza
Anna Maria Sforza (Milano, 21 luglio 1476 – Ferrara, 30 novembre 1497) è stata una nobile italiana.

## Biografia
Seconda e ultima figlia femmina di Galeazzo Maria Sforza, duca di Milano, e di sua moglie Bona di Savoia, Anna nacque il 21 luglio del 1476, e non nel 1473, secondo l'errata indicazione di due illustri storici.
Ancora in fasce venne promessa sposa all'erede di Ercole I d'Este, Alfonso, di cui fu la prima moglie, tramite un contratto stipulato il 20 maggio e ratificato a Milano il 14 luglio 1477. I patti nuziali furono sottoscritti a Ferrara nell'aprile o nel maggio del 1490 da Francesco Casati su ordine del Moro. Il matrimonio venne celebrato il 23 gennaio del 1491 a Milano, pochi giorni dopo quello tra la cognata Beatrice d'Este, sorella di Alfonso, e lo zio Ludovico il Moro, ma per volere dei parenti fu consumato soltanto il 13 febbraio dello stesso anno una volta che la coppia fu giunta a Ferrara (come risulta dalle "Croniche 1471-1494" di Ugo Caleffini, biografo contemporaneo di Ercole I e del figlio Alfonso I). 
Morì al suo primo parto nel novembre del 1497, dopo un lungo ed estenuante travaglio, nel tentativo di dare alla luce una bambina morta immediatamente dopo la nascita. L'esperienza della levatrice di famiglia, la ferrarese comare Frasina, non valse in alcun modo a salvarla. Alfonso non poté prendere parte ai funerali in quanto aveva in quel periodo il viso sfigurato dalla sifilide. Fu sepolta nel monastero di San Vito (non più esistente), di cui era benefattrice.

## Aspetto e personalità
Bonaventura Pistofilo la descrive "bellissima e gentilissima". Aveva i capelli biondi. Fu donna colta, riservata, intelligente di carattere opposto allo scapestrato ed impulsivo marito Alfonso d'Este. Intrattenne uno scambio epistolare con Beatrice d'Este di cui era grande amica.

## Ascendenza
|                       |                   |                        | Genitori                        |  |  | Nonni |  |  | Bisnonni          |  |  | Trisnonni          |  |
|                       |                   |                        |                                 |  |  |       |  |  | Giacomo Attendolo |  |  | Giovanni Attendolo |  |
|                       |                   |                        |                                 |  |  |       |  |  | Giacomo Attendolo |  |  | Giovanni Attendolo |  |
|                       |                   | Elisa Petraccini       |                                 |  |  |       |  |  | Giacomo Attendolo |  |  |                    |  |
| Francesco I Sforza    |                   |                        |                                 |  |  |       |  |  | Giacomo Attendolo |  |  |                    |  |
|                       |                   | Lucia Terzani          | …                               |  |  |       |  |  |                   |  |  |                    |  |
|                       |                   | Lucia Terzani          | …                               |  |  |       |  |  |                   |  |  |                    |  |
|                       |                   | Lucia Terzani          | …                               |  |  |       |  |  |                   |  |  |                    |  |
| Galeazzo Maria Sforza |                   | Lucia Terzani          |                                 |  |  |       |  |  |                   |  |  |                    |  |
|                       |                   | Filippo Maria Visconti | Gian Galeazzo Visconti          |  |  |       |  |  |                   |  |  |                    |  |
|                       |                   | Filippo Maria Visconti | Gian Galeazzo Visconti          |  |  |       |  |  |                   |  |  |                    |  |
|                       |                   | Filippo Maria Visconti | Caterina Visconti               |  |  |       |  |  |                   |  |  |                    |  |
| Bianca Maria Visconti |                   | Filippo Maria Visconti |                                 |  |  |       |  |  |                   |  |  |                    |  |
|                       |                   | Agnese del Maino       | Ambrogio del Maino              |  |  |       |  |  |                   |  |  |                    |  |
|                       |                   | Agnese del Maino       | Ambrogio del Maino              |  |  |       |  |  |                   |  |  |                    |  |
|                       |                   | Agnese del Maino       | ?...Negri                       |  |  |       |  |  |                   |  |  |                    |  |
| Anna Maria Sforza     |                   | Agnese del Maino       |                                 |  |  |       |  |  |                   |  |  |                    |  |
|                       | Antipapa Felice V | Amedeo VII di Savoia   |                                 |  |  |       |  |  |                   |  |  |                    |  |
|                       | Antipapa Felice V | Amedeo VII di Savoia   |                                 |  |  |       |  |  |                   |  |  |                    |  |
|                       | Antipapa Felice V | Bona di Berry          |                                 |  |  |       |  |  |                   |  |  |                    |  |
| Ludovico di Savoia    | Antipapa Felice V |                        |                                 |  |  |       |  |  |                   |  |  |                    |  |
|                       |                   | Maria di Borgogna      | Filippo II di Borgogna          |  |  |       |  |  |                   |  |  |                    |  |
|                       |                   | Maria di Borgogna      | Filippo II di Borgogna          |  |  |       |  |  |                   |  |  |                    |  |
|                       |                   | Maria di Borgogna      | Margherita III delle Fiandre    |  |  |       |  |  |                   |  |  |                    |  |
| Bona di Savoia        |                   | Maria di Borgogna      |                                 |  |  |       |  |  |                   |  |  |                    |  |
|                       |                   | Giano di Lusignano     | Giacomo I di Cipro              |  |  |       |  |  |                   |  |  |                    |  |
|                       |                   | Giano di Lusignano     | Giacomo I di Cipro              |  |  |       |  |  |                   |  |  |                    |  |
|                       |                   | Giano di Lusignano     | Helvis di Brunswick-Grubenhagen |  |  |       |  |  |                   |  |  |                    |  |
| Anna di Cipro         |                   | Giano di Lusignano     |                                 |  |  |       |  |  |                   |  |  |                    |  |
|                       |                   | Carlotta di Borbone    | Giovanni I di Borbone-La Marche |  |  |       |  |  |                   |  |  |                    |  |
|                       |                   | Carlotta di Borbone    | Giovanni I di Borbone-La Marche |  |  |       |  |  |                   |  |  |                    |  |
|                       |                   | Carlotta di Borbone    | Caterina di Vendôme             |  |  |       |  |  |                   |  |  |                    |  |
|                       |                   | Carlotta di Borbone    |                                 |  |  |       |  |  |                   |  |  |                    |  |